# 臼增四
飛馬座25（臼增四），又名BD+21 4695，HD 210129、SAO 90252、HR 8438，是飛馬座的一颗恒星，视星等为5.78，位于銀經79.8，銀緯-27.15，其B1900.0坐标为赤經22h 3m 8.4s，赤緯+21° -27.15′ 58″。